# Synagoge (Neheim)
Mit dem Bau der Neheimer Synagoge in Neheim (heute Stadt Arnsberg) an der Mendener Straße wurde 1875 begonnen. Sie wurde am 20. Oktober 1876 eingeweiht und ab diesem Zeitpunkt für lange Zeit als Gotteshaus genutzt.
Der Fabrikant Noah Wolff gilt als Hauptinitiator.
Während des Novemberpogroms in der Nacht vom 9. auf den 10. November 1938 schändeten die Nationalsozialisten auch die Neheimer Synagoge und zerstörten die Inneneinrichtung weitgehend. Wegen der Feuergefahr für die Altstadt verzichteten sie aber darauf, das Gebäude in Brand zu stecken.
Nach dem Zweiten Weltkrieg wurde die Synagoge als Lagerraum genutzt. Über die Jahre verschlechterte sich der Zustand des Gebäudes. Eine am 20. Oktober 1966 erteilte Abbruchgenehmigung wurde nicht in die Tat umgesetzt. 1982 wurde das Gebäude als Baudenkmal unter Denkmalschutz gestellt.
Mitte der 1980er Jahre wurde das im Kaufvertrag als Lagerschuppen deklarierte Gebäude von zwei Neheimer Privatpersonen erworben und umfassend restauriert. Die Restaurierung des Innenraums als auch des Außenbereichs wurde vom Westfälischen Amt für Denkmalpflege in Münster als vorbildlich bezeichnet. Durch die sorgfältige Wiederherstellung des Innenraums sei die wohl besterhaltene Synagoge Westfalens  entstanden. Das Gebäude wurde in den folgenden Jahren kommerziell genutzt.
2001 wurde das Gebäude vom Jägerverein 1834 e. V. Neheim erworben. Der Jägerverein und andere Nutzer des Hauses halten regelmäßig Vereinssitzungen, Konzerte, Lesungen, Ausstellungen, Empfänge, Ehrungen und ähnliche Veranstaltungen im Gebäude ab.

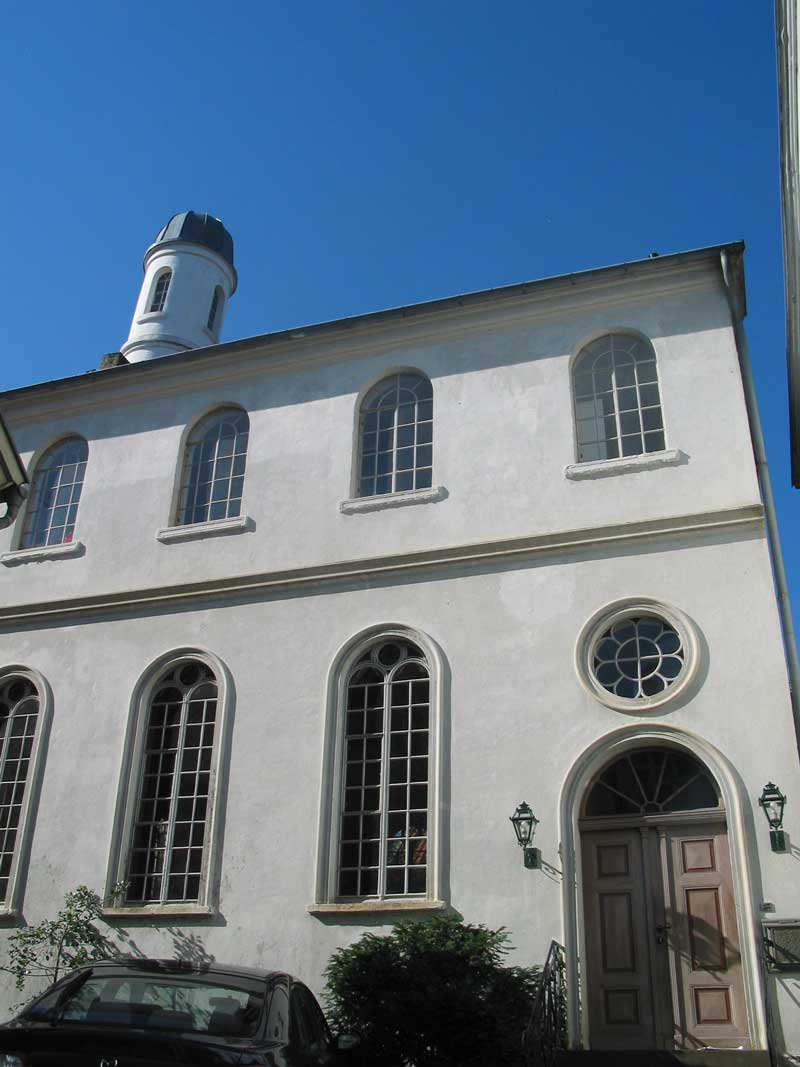
Ehemalige Synagoge in Neheim, heute Haus Neheimer Jäger
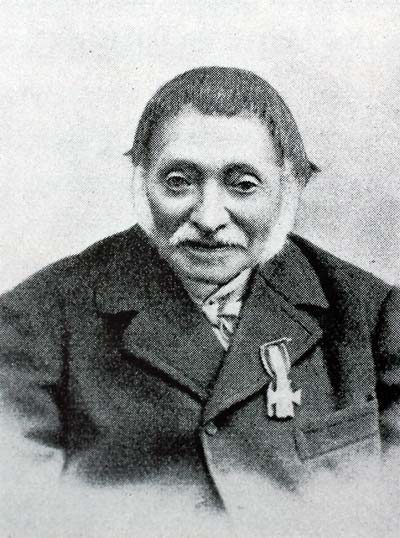
Noah Wolff (1809–1907), Vorsteher der Neheimer jüdischen Gemeinde und Mitbegründer des Neheimer Jägervereins
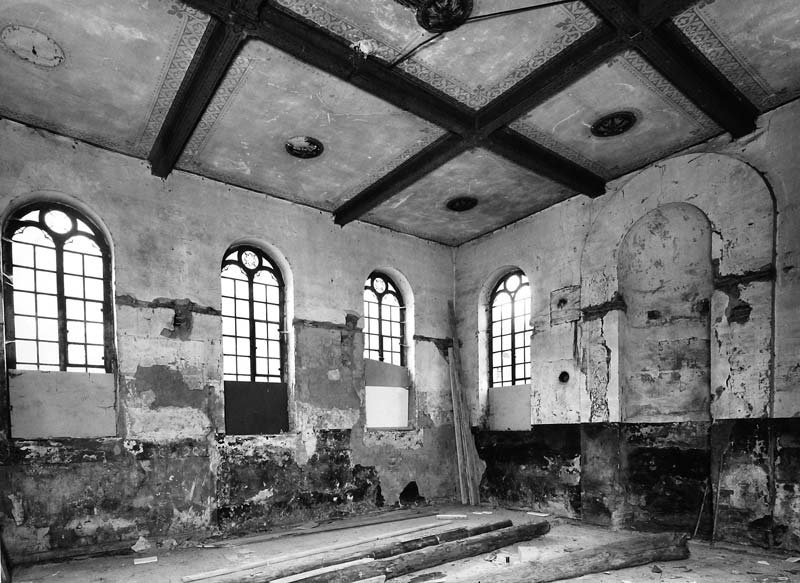
Noah-Wolff-Saal der alten Neheimer Synagoge vor der Restaurierung
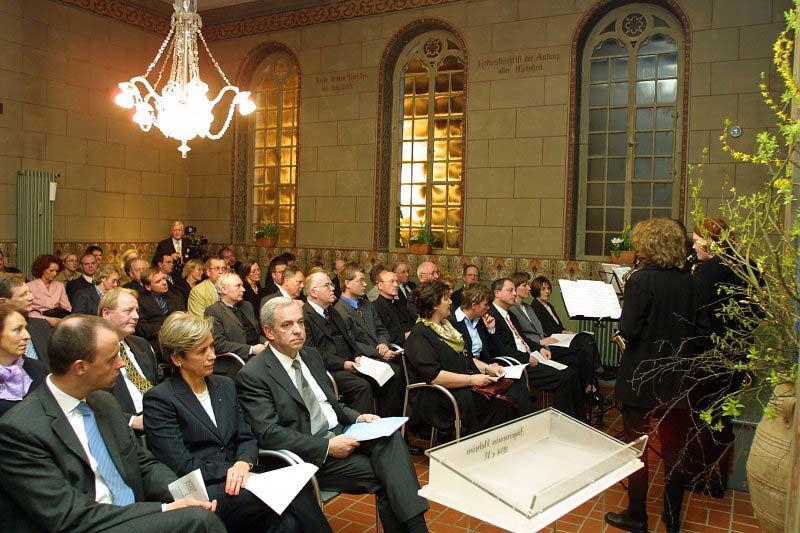
Noah-Wolff-Saal der ehem. Neheimer Synagoge, nach der Restaurierung, Festveranstaltung zur Übernahme der Synagoge durch den Jägerverein
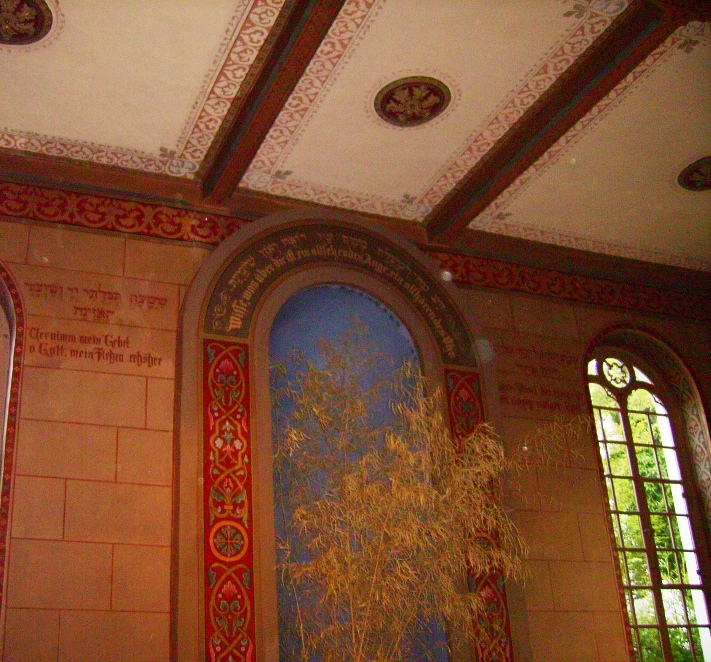
Ehemaliger Toraschrein in der Neheimer Synagoge
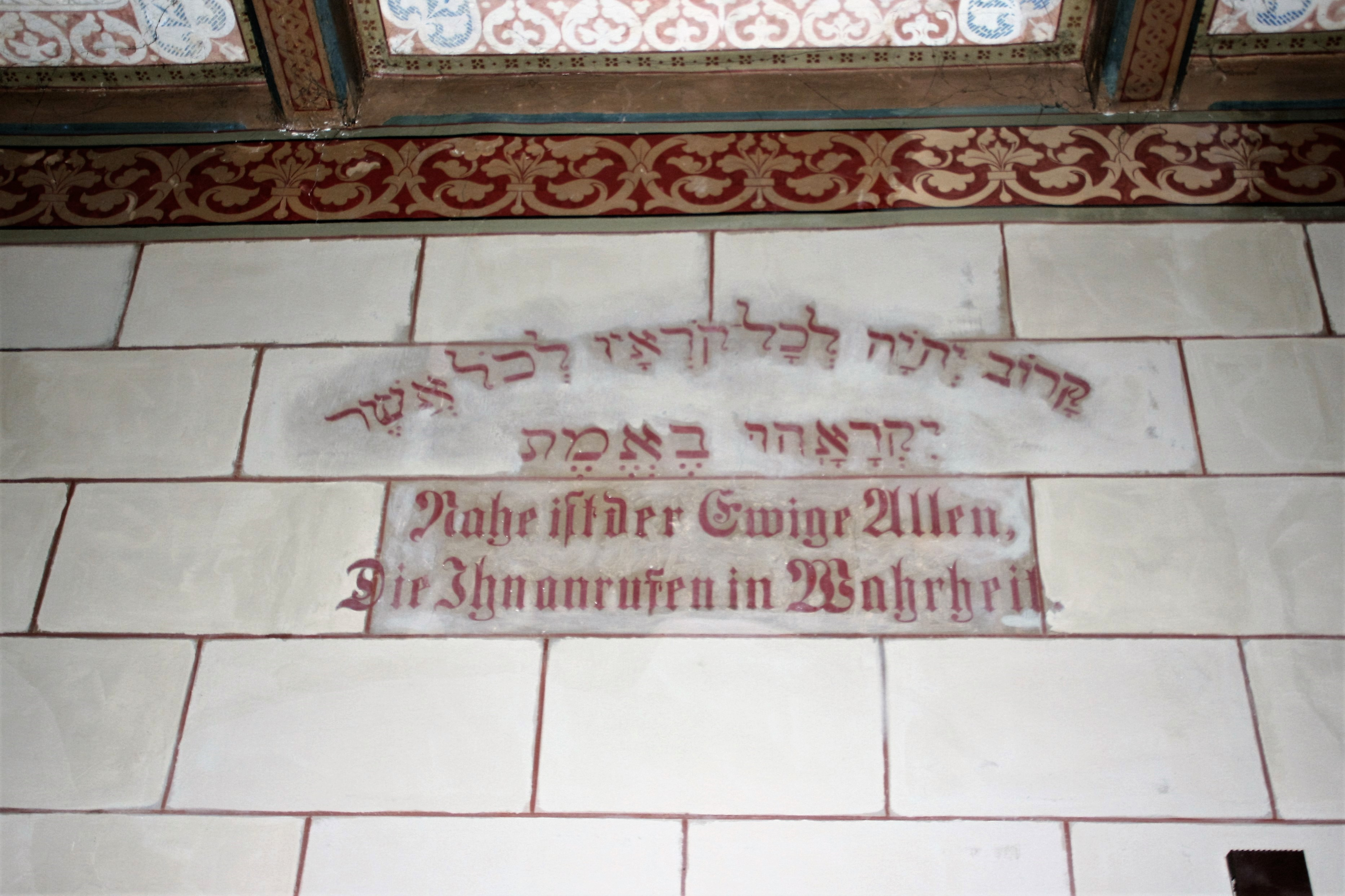
Inschrift innen über der Tür des Noah-Wolff-Saals
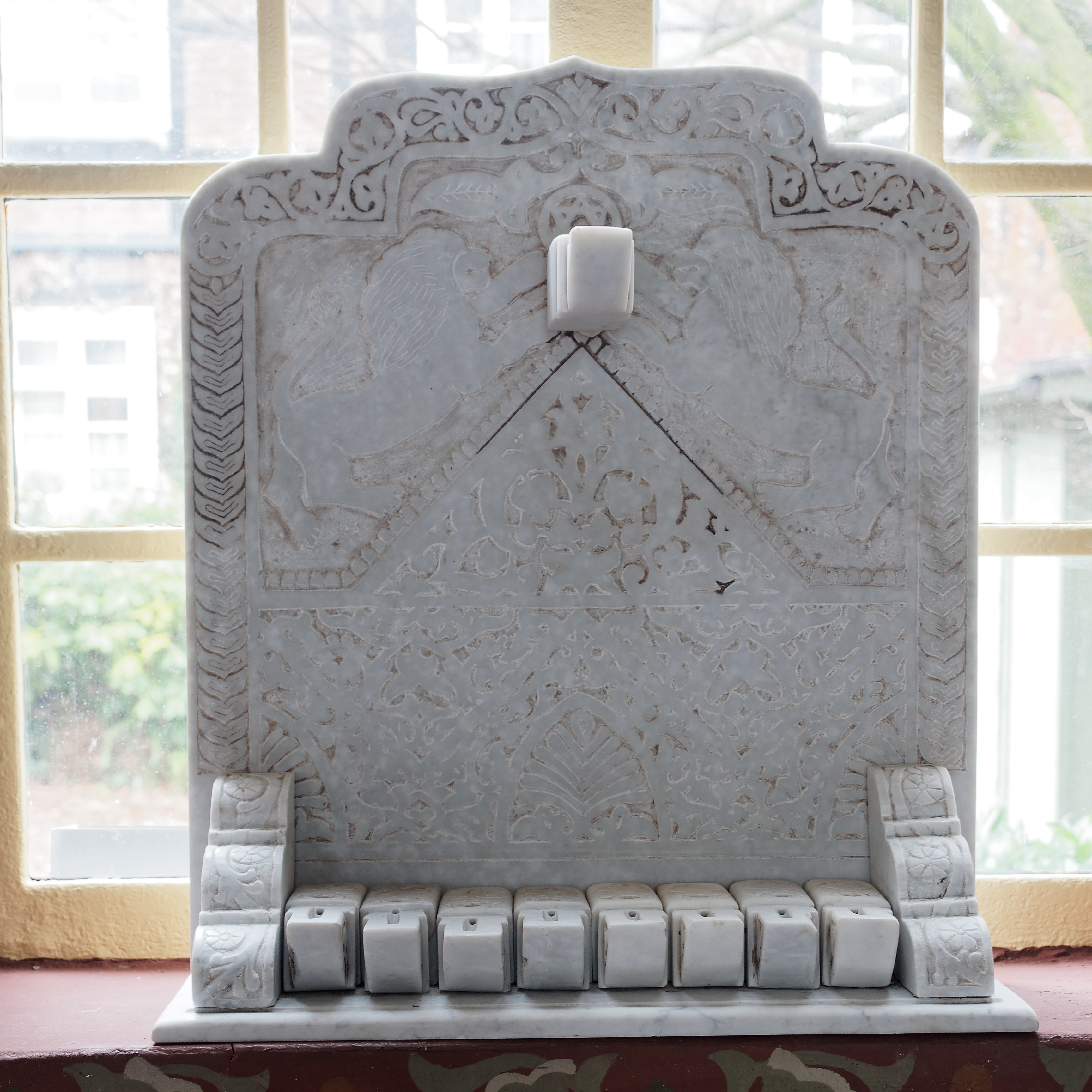
Chanukkia – Leuchter mit acht Öllampen in einer Reihe und einer weiteren als Server zum Anzünden der anderen, jeden Tag eine mehr während des achttägigen Chanukkafestes